# The Vampire Diaries
The Vampire Diaries er en amerikansk overnaturlig horror-fantasy-tv-serie baseret på bogserien af samme navn af L. J. Smith. Serien havde premiere på den amerikanske kanal The CW 10. september 2009. Serien foregår i Mystic Falls, Virginia, der er en lille opdigtet by, som er hjemsøgt af overnaturlige væsner. 
- Pilot-episoden tiltrak det største publikum for serie-premierer, siden netværket begyndte i 2006.
- Den første sæson fik i gennemsnit 3,6 millioner seere, og de følgende sæsoner har opretholdt et publikum på over 2 millioner seere.
- Det er fortsat den mest sete serie på netværket. I starten fik serien blandede anmeldelser, men kritikerne var enige om, at den første sæson udviklede sig positivt, og at showet blev bedre og bedre. Efterfølgende sæsonpremierer fik mere positive anmeldelser.
- Showet har modtaget adskillige nomineringer, hvor de bl.a. vandt to People's Choice Awards og mange Teen Choice Awards.
- Den 11. februar 2013 forlød det ud i pressen, at der ville komme en 5. sæson ifølge CW.
- Den 26. april 2013 meddelte The CW officielt, at spinoffet (The Originals) ville få deres egen serie i sæsonen 2013-2014.
- Den 5. sæson havde premiere 3. oktober 2013, hvor spinoff-serien The Originals også ville få premiere.

Stefan Salvatore spilles af Paul Wesley, og Damon Salvatore spilles af Ian Somerhalder. Serien fokuserer også på Elenas venner og andre indbyggere i den fiktive by Mystic Falls, Virginia, og det er en blanding af teen-drama og det overnaturlige. I bøgerne foregår historien dog i Fells Church, som selvfølgelig også er en fiktiv by.
Der er både vampyrer, hekse, varulve, dobbeltgængere og hybrider (Vampyr+varulv) med.
Den 13. februar 2014 blev The Vampire Diaries fornyet for en sjette sæson. .
Sæson 7 af The Vampire Diaries vil blive vist i efteråret 2015.

## Serie oversigt
Serien følger Elena Gilbert (Nina Dobrev), der forelsker sig i vampyren Stefan Salvatore, som resulterer i, at hun falder ind i den overnaturlige verden. Senere i serien ender Elena med at forelske sig i Stefans bror Damon. Dette fører til et trekantsdrama mellem Elena og de to brødre. Man møder også Elenas ondsindede dobbeltgænger Katherine Pierce eller Katherina Petrova. Ironisk nok så var Katherine/Katherina begge brødres kærlighed for nogle hundrede år siden. Efter sin tilbagevenden sammen med de originale vampyrer, opstår der mange problemer for byen og Elena. 

## Rolleliste
Rollerne er primært taget fra bøgerne, men nogle af personerne i bøgerne er ikke med i tv-serien, og nogle af rollerne i tv-serien er opfundet efter bøgerne.

### Hovedpersoner
| Skuespiller/Skuespillerinde | Rolle             | Rolle beskrivelse |
| --------------------------- | ----------------- | --- |
| Nina Dobrev                 | Elena Gilbert     | Elena er den kvindelige hovedrolle i serien. Serien begynder med, at man lærer, at Elenas forældre er døde i en bilulykke, og derfor bor hun sammen med sin yngre bror Jeremy og deres tante Jenna Summers. Efter noget tid finder Elena ud af, at Stefan og hans bror Damon er vampyrer. Senere finder hun ud af, at hendes bedste veninde Bonnie er en heks. |
| Nina Dobrev                 | Katherine Pierce  | Født i Bulgarien i 1476 og forvandlet af Rose i 1492 ved et uheld, da hun flygtede fra Niklaus (Klaus). Katherine var såret, og Rose gav hende lidt blod, så hun ville hele hurtigt, men i stedet hang Kathrine sig selv og blev til en vampyr. Hun var derved nytteløs for Niklaus og kunne ikke bruges som en brik i hans onde plan om at blive en hybrid. Katherine havde et romantisk forhold til både Stefan og Damon Salvatore i 1864. Bliver et menneske i sæson fem. Katherine møder sin datter Nadia Petrova i sæson 5. Hun bliver dræbt af Stefan i episode 15 i sæson 5. |
| Nina Dobrev                 | Tatia             | Er en Petrova dobbeltgænger der levede i det 10. århundrede. |
| Nina Dobrev                 | Amara             | Den tredje dobbeltgænger, og Silas' sande kærlighed. Den første dobbeltgænger som bliver udødelig sammen med Silas. Hun er også ankeret til den anden side før Bonnie. Hun har været i sten i 2000 år, indtil Silas finder hende og giver hende blod, hvor hun kort efter får "kuren" imod udødelighed, så hun dør og finder fred. |
| Paul Wesley                 | Stefan Salvatore  | Er forelsket i Elena Gilbert (Nina Dobrev). Lillebror til Damon Salvatore (Ian Sommerhalder). Bliver til sidst gift med Caroline (Candice Accola). |
| Paul Wesley                 | Silas             | En uddødelig der kan ligne lige den, han vil, men vis sande ansigt ligner Stefans. Bliver heks igen i sæson 5 og dør til sidst. |
| Paul Wesley                 | Tom Avery         | Tom Avery er fra det 21. århundrede og er dermed den sidste/yngste i Stefans dobbeltgænger-linje. Han var menneske og arbejdede som læge i Atlanta, indtil han blev dræbt af Enzo. |
| Ian Somerhalder             | Damon Salvatore   | Stefans flabede og sexede vampyrbror der bliver forelsket i Elena og piner Stefan med sit ophold. Men han er nu ikke så ond, som han i starten ser ud til at være... |
| Katerina Graham             | Bonnie Bennett    | Er Elena Gilbert bedste veninde. En stærk heks der har været død og genopstået. Hun har også været et anker (mellemled) mellem de levendes og dødes verden. Har været kærester med Jeremy Gilbert, men ender sammen Enzo. |
| Steven R. McQueen           | Jeremy Gilbert    | Elenas lillebror som bl.a. datede Vicki Donovan, Anna og Bonnie. Bliver til vampyrjæger i sæson 4 og bliver dræbt af Katherine i sæson 4. Kommer tilbage i sæson 4 finalen. |
| Josep Morgan                | Niklaus Mikaelson | En af de fem originale (første) vampyrer. Niklaus, også kaldet Klaus, er hybrid og vil lave flere af hans slags. Han bliver forelsket i Caroline, men ender sammen med en anden i hans spin-off serie "The Originals". |
| Sara Canning                | Jenna Sommers     | Jeremy og Elenas tante og værge. Hun var kærester med Alaric Saltzman. Hun dør i sæson 2 dræbt af Niklaus, der blev forvandlet af hans moder, som var en heks. |
| Candice Accola              | Caroline Forbes   | Elenas selvoptagede ven der er datter af byens sherif Elizabeth Forbes. Hun bliver vampyr i sæson 2. Hun dater først Matt og så Tyler. |
| Zach Roerig                 | Matt Donovan      | Elenas barndomsven og ex-kæreste. En fodboldspiller i high school som datede Caroline. |
| Kayla Ewell                 | Vicki Donovan     | Matt's storesøster og Jeremys kæreste. Hun bliver forvandlet til en vampyr af Damon og dræbt af Stefan. Vender senere tilbage som spøgelse på den anden side. |
| Michael Trevino             | Tyler Lockwood    | Vickis ex-kæreste og Jeremys rival. Han er borgmesterens søn. Han bliver til en varulv i sæson 2 og forvandles til en hybrid af Klaus i sæson 3 og føler sig derefter tvunget til at tjene Klaus. Bliver kærester med Caroline. |
| Matt Davis                  | Alaric Saltzman   | Den nye historielærer og Elenas tantes kæreste. Var gift med Isobel (Elenas biologiske mor) der blev forvandlet til vampyr af Damon af egen vilje. Alaric er den store vampyrjæger og ved lige hvad vampyrenes svagheder er. Ric er en godhjertet mand og er nære venner med Damon og Stefan. Ric tager sig af Elena og Jeremy efter Jennas død. Alaric dør i sæsonafslutningen af sæson 3. Han kommer tilbage som vampyr i slutningen af sæson fem og bliver til menneske igen i starten af sæson 6.                                                                               |

### Andre roller
| Skuespiller/Skuespillerinde | Rolle                    | Rolle beskrivelse |
| --------------------------- | ------------------------ | --- |
| Jasmine Guy                 | Sheila Bennett           | Bonnies bedstemor og heksementor. En stærk guide i Bonnies liv. Døde efter at have udført en kompleks besværgelse der åbnede graven til de 27 vampyrer, som blev brændt i Mystic Falls' kirke i 1864. |
| Marguerite MacIntyre        | Sheriff Elizabeth Forbes | Carolines mor og sheriff i Mystic Falls. Hun er medlem af Founder's Council. |
| Robert Pralgo               | Mayor Richard Lockwood   | Tylers far og borgmester i Mystic Falls. Han er medlem af Founder's Council. Bliver dræbt i en påsat brand på "Founders' Day", da man troede, at han var en vampyr.                                   |
| Susan Walters               | Carol Lockwood           | Tylers mor og medlem af Founder's Council. |
| Chris Johnson               | Logan Fell               | En lokal journalist der datede tante Jenna i gymnasiet og var medlem af Founder's Council. Forvandles til en vampyr af Anna og bliver efterfølgende dræbt af Alaric.                                  |
| Chris William Martin        | Zach Salvatore           | En menneskelig efterkommer af Salvatore-familien som tog sig af Salvatore-huset og var medlem af Founder's Council. Bliver dræbt af Damon i sæson 1.                                                  |
| Benjamin Ayres              | William Tanner           | High School-lærer og fodbold-coach. Bliver dræbt af Damon i sæson 1. |
| Bianca Lawson               | Emily Bennett            | Bonnies tip, tip, tip-oldemor fra 1860'erne der var en magtfuld heks og Katherines tjenestepige. |
| Malese Jow                  | Anna                     | En teenage-vampyr som kendte både Katherine og Salvatore-brødrene. Hun var Jeremys kæreste. Bliver dræbt af John Gilbert (Elenas biologiske far).                                                     |
| Sean Faris                  | Ben McKittrick           | En tidligere high-skole-atlet/jock forvandlet til en vampyr af Anna. Bliver brændt til døde af Stefan.                                                                                                |
| Kelly Hu                    | Pearl                    | En apoteker og Annas mor. En stærk og gammel vampyr. Hun hævdes at være 400 år ældre end Salvatore-brødrene. Hun var Katherines bedste veninde.                                                       |
| Melinda Clarke              | Kelly Donovan            | Matt og Vickis mor, der aldrig er hjemme og desuden drikker rigtig meget. |
| Sterling Sulieman           | Harper                   | En vampyr begravet under den gamle kirke, som tilfældigvis frigøres af Damon, Bonnie og Sheila. |
| Mia Kirshner                | Isobel Flemming-Saltzman | Alarics kone og Elenas biologiske mor, der forvandles til en vampyr af Damon efter hendes eget ønske. Begår selvmord i sæson 2 da hun brænder op i sollys.                                            |
| Stephen Martines            | Frederick                | En anden vampyr begravet under den gamle kirke, som ved et uheld befries. Forsøgte at hævne sig på Salvatore-brødrene og ender med selv at blive dræbt.                                               |
| David Anders                | Johnathan "John" Gilbert | Elenas biologiske far, Jeremys onkel og medlem af Founder's Council. Har omfattende viden om byen, vampyrer og alle de andre parter. Dør i sæson 2 efter at have givet sit liv til Elena.             |
| Arielle Kebbel              | Lexi                     | Vampyr og Stefans bedste ven. Bliver dræbt af Damon under et besøg i Mystic Falls på Stefans fødselsdag.                                                                                              |

## Priser

### 2010
– People's Choice Award for bedste nye tv-drama
– Teen Choice Award for bedste kvindelige film-gennembrud (Nina Dobrev)
– Teen Choice Award for bedste mandlige tv-gennembrud (Paul Wesley)
– Teen Choice Award for bedste tv-skurk (Ian Somerhalder)
– Teen Choice Award for bedste tv-show-gennembrud
– Teen Choice Award for bedste kvindelige tv-gennembrud (Nina Dobrev)
– Teen Choice Award for bedste mandlige skuespiller i en sci-fi/fantasy-film (Paul Wesley)

### 2011
– Teen Choice Award for bedste kvindelige skuespiller i en fantasyfilm (Nina Dobrev)
– Teen Choice Award for bedste kvindelige scene-stjæler i en tv-serie (Kat Graham)
– Teen Choice Award for bedste mandlige scene-stjæler i en tv-serie (Michael Travino)

### 2012
– Teen Choice Award for bedste mandlige scene-stjæler i en tv-serie (Michael Travino)
– Teen Choice Award for bedste kvindelige scene-stjæler i en tv-serie (Candice Accola)
– Teen Choice Award for bedste mandlige skuespiller i en fantasy/sci-fi-tv-serie (Paul Wesley)
– People's Choice Award for bedste skuespillerinde i en drama-tv-serie (Nina Dobrev)

### 2013
– Teen Choice Award for bedste mandlige skuespiller i en fantasy/sci-fi-tv-serie (Ian Somerhalder)
– Teen Choice Award for bedste fantasy/sci-fi-tv-show

### 2014
– Teen Choice Award for bedste kvindelige scene-stjæler i en tv-serie (Candice Accola)
– Teen Choice Award for bedste mandlige skuespiller i en fantasy/sci-fi-tv-serie (Ian Somerhalder)
– Teen Choice Award for bedste kvindelige skuespiller i en fantasy/sci-fi-tv-serie (Nina Dobrev)
– Young Hollywood Award for bedste trekantsdrama (Nina Dobrev, Paul Wesley & Ian Somerhalder)
– People's Choice Award for bedste mandlige skuespiller i fantasy/sci-fi-tv-serie (Ian Somerhalder)
– People's Choice Award for bedste par på film (Nina Dobrev & Ian Somerhalder)
– Teen Choice Award for bedste fantasy/sci-fi-tv-show

### 2015
– People's Choice Award for bedste tv-duo (Nina Dobrev & Ian Somerhalder)
– Teen Choice Award for bedste tv-kys (Nina Dobrev & Ian Somerhalder)
– Teen Choice Award for bedste kvindelige skuespiller i en fantasy/sci-fi-tv-serie (Nina Dobrev)
– Teen Choice Award for bedste fantasy/sci-fi-tv-show

### 2016
– Teen Choice Award for bedste fantasy/sci-fi-tv-show
– Teen Choice Award for bedste kvindelige skuespiller i en fantasy/sci-fi-tv-serie (Kat Graham)